# The Essential Bob Dylan
The Essential Bob Dylan es un álbum recopilatorio del músico estadounidense Bob Dylan, publicado en el año 2000 como parte de las series The Essential del sello discográfico Columbia Records. El álbum recorre la carrera musical de Dylan desde el tema «Blowin' in the Wind» (del álbum The Freewheelin' Bob Dylan) hasta la canción ganadora de un Óscar, «Things Have Changed», por la banda sonora de la película Wonder Boys.
Tras su publicación, el álbum alcanzó el puesto cincuenta y siete en la lista estadounidense Billboard 200 y el nueve en la lista de discos más vendidos del Reino Unido. Además, ha sido certificado como disco de platino tanto por la RIAA como por la BPI al superar el millón de copias vendidas en los Estados Unidos y los 300 000 ejemplares en el Reino Unido. En Australia, The Essential Bob Dylan fue certificado como doble disco de platino al vender más de 140 000 copias, mientras que en Noruega, donde el álbum alcanzó el puesto cinco en la lista de discos más vendidos, obtuvo una certificación de disco de oro al superar las 25 000 copias vendidas.
Las ediciones británica y australiana incluyen los temas de la edición estadounidense y varios temas extra. 

## Lista de canciones
Edición estándar
| Disco uno |                                       |          |  |
| N.º       | Título                                | Duración |  |
| 1.        | «Blowin' in the Wind»                 | 2:45     |  |
| 2.        | «Don't Think Twice, It's All Right»   | 3:37     |  |
| 3.        | «The Times They Are a-Changin'»       | 3:11     |  |
| 4.        | «It Ain't Me, Babe»                   | 3:32     |  |
| 5.        | «Maggie's Farm»                       | 3:51     |  |
| 6.        | «It's All Over Now, Baby Blue»        | 4:41     |  |
| 7.        | «Mr. Tambourine Man»                  | 5:26     |  |
| 8.        | «Subterranean Homesick Blues»         | 2:17     |  |
| 9.        | «Like a Rolling Stone»                | 6:07     |  |
| 10.       | «Positively 4th Street»               | 3:52     |  |
| 11.       | «Just Like a Woman »                  | 4:50     |  |
| 12.       | «Rainy Day Women #12 & 35»            | 4:34     |  |
| 13.       | «All Along the Watchtower»            | 2:30     |  |
| 14.       | «Quinn the Eskimo (The Mighty Quinn)» | 2:17     |  |
| 15.       | «I'll Be Your Baby Tonight»           | 2:39     |  |

| Disco dos |                             |          |  |
| N.º       | Título                      | Duración |  |
| 1.        | «Lay, Lady, Lay»            | 3:16     |  |
| 2.        | «If Not for You»            | 2:39     |  |
| 3.        | «I Shall Be Released»       | 3:01     |  |
| 4.        | «You Ain't Goin' Nowhere»   | 2:43     |  |
| 5.        | «Knockin' on Heaven's Door» | 2:30     |  |
| 6.        | «Forever Young»             | 4:56     |  |
| 7.        | «Tangled Up in Blue»        | 5:40     |  |
| 8.        | «Shelter from the Storm»    | 5:01     |  |
| 9.        | «Hurricane»                 | 8:32     |  |
| 10.       | «Gotta Serve Somebody»      | 5:23     |  |
| 11.       | «Jokerman»                  | 6:14     |  |
| 12.       | «Silvio»                    | 3:05     |  |
| 13.       | «Everything Is Broken»      | 3:13     |  |
| 14.       | «Not Dark Yet»              | 6:27     |  |
| 15.       | «Things Have Changed»       | 5:08     |  |

| Disco tres (edición limitada 3.0, octubre de 2009) |                            |          |  |
| N.º                                                | Título                     | Duración |  |
| 1.                                                 | «Thunder on the Mountain»  | 5:55     |  |
| 2.                                                 | «Mississippi»              | 5:21     |  |
| 3.                                                 | «Blind Willie McTell»      | 5:52     |  |
| 4.                                                 | «Make You Feel My Love»    | 3:32     |  |
| 5.                                                 | «Beyond Here Lies Nothin'» | 3:51     |  |
| 6.                                                 | «Dark Eyes»                | 5:07     |  |

Ediciones británica y australiana
| Disco uno |                                         |          |  |
| N.º       | Título                                  | Duración |  |
| 1.        | «Blowin' in the Wind»                   | 2:45     |  |
| 2.        | «Don't Think Twice, It's All Right»     | 3:37     |  |
| 3.        | «The Times They Are a-Changin'»         | 3:11     |  |
| 4.        | «It Ain't Me, Babe»                     | 3:32     |  |
| 5.        | «Maggie's Farm»                         | 3:51     |  |
| 6.        | «It's All Over Now, Baby Blue»          | 4:41     |  |
| 7.        | «Mr. Tambourine Man»                    | 5:26     |  |
| 8.        | «Subterranean Homesick Blues»           | 2:17     |  |
| 9.        | «Like a Rolling Stone»                  | 6:07     |  |
| 10.       | «Positively 4th Street»                 | 3:52     |  |
| 11.       | «Can You Please Crawl Out Your Window?» | 3:32     |  |
| 12.       | «I Want You»                            | 3:07     |  |
| 13.       | «Just Like a Woman»                     | 4:50     |  |
| 14.       | «Rainy Day Women #12 & 35»              | 4:34     |  |
| 15.       | «All Along the Watchtower»              | 2:30     |  |
| 16.       | «Quinn the Eskimo (The Mighty Quinn)»   | 2:17     |  |
| 17.       | «I'll Be Your Baby Tonight»             | 2:39     |  |
| 18.       | «Lay, Lady, Lay»                        | 3:16     |  |
| 19.       | «If Not for You»                        | 2:39     |  |
| 20.       | «I Shall Be Released»                   | 3:01     |  |
| 21.       | «You Ain't Goin' Nowhere»               | 2:43     |  |
| 22.       | «Knockin' on Heaven's Door»             | 2:30     |  |

| Disco dos |                                                           |          |  |
| N.º       | Título                                                    | Duración |  |
| 1.        | «Forever Young»                                           | 4:56     |  |
| 2.        | «Tangled Up in Blue»                                      | 5:40     |  |
| 3.        | «Shelter from the Storm»                                  | 5:01     |  |
| 4.        | «Hurricane»                                               | 8:32     |  |
| 5.        | «Changing of the Guards»                                  | 7:04     |  |
| 6.        | «Gotta Serve Somebody»                                    | 5:23     |  |
| 7.        | «Blind Willie McTell»                                     | 5:52     |  |
| 8.        | «Jokerman»                                                | 6:14     |  |
| 9.        | «Tight Connection to My Heart (Has Anybody Seen My Love)» | 5:22     |  |
| 10.       | «Silvio»                                                  | 3:05     |  |
| 11.       | «Everything Is Broken»                                    | 3:13     |  |
| 12.       | «Dignity»                                                 | 5:58     |  |
| 13.       | «Not Dark Yet»                                            | 6:27     |  |
| 14.       | «Things Have Changed»                                     | 5:08     |  |

## Posición en listas
| Año  | País              | Lista                   | Posición |
| ---- | ----------------- | ----------------------- | -------- |
| 2000 | Estados Unidos    | Billboard 200           | 67       |
| 2001 | Bélgica (Flandes) | Ultratop 200 Albums     | 37       |
| 2001 | Reino Unido       | UK Albums Chart         | 9        |
| 2002 | Australia         | ARIA Albums Chart       | 36       |
| 2004 | Noruega           | VG-lista Top 40 Albums  | 5        |
| 2005 | Países Bajos      | Mega Albums Top 100     | 78       |
| 2007 | Suecia            | Albums Top 60           | 57       |
| 2008 | España            | Promusicae Music Charts | 90       |